# Fucine (Ossana)
Fucine (IPA: /fuˈʧine/, Le Foʃine in solandro) è una frazione del comune di Ossana in provincia autonoma di Trento.

## Geografia fisica

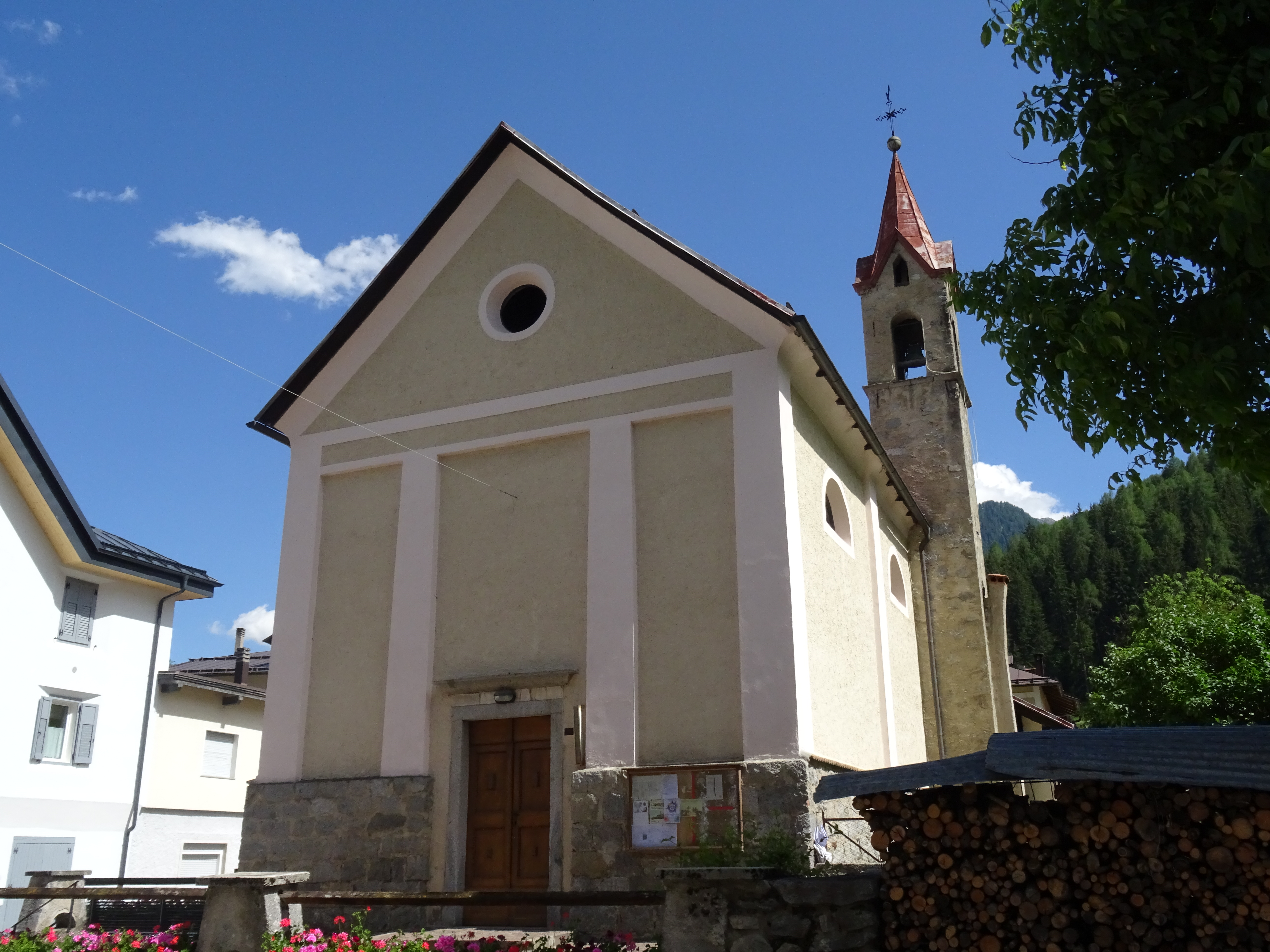
La chiesa di San Carlo Borromeo

### Territorio
Fucine si trova in Val di Sole, nei pressi dell'imboccatura della Val di Peio. L'abitato sorge tra la sponda destra del torrente Noce, che scende dalla Val di Peio, e la sponda sinistra del torrente Vermigliana che separa Fucine da Ossana e che poco più a valle, nei pressi di Cusiano, confluisce nel Noce.

## Origini del nome
Il nome deriva dalla presenza di numerose officine per la lavorazione del ferro costruite lungo le rive della Vermigliana. Il ferro proveniva dalle vicine miniere di Comasine, in Val di Peio.

## Monumenti e luoghi d'interesse

### Architetture religiose
- Chiesa di San Carlo Borromeo, riedificata tra il 1902 e 1904 a seguito dell'alluvione che nel 1849 distrusse il precedente edificio di culto del paese, documentato a partire dal XVII secolo.[6]

### Architetture civili

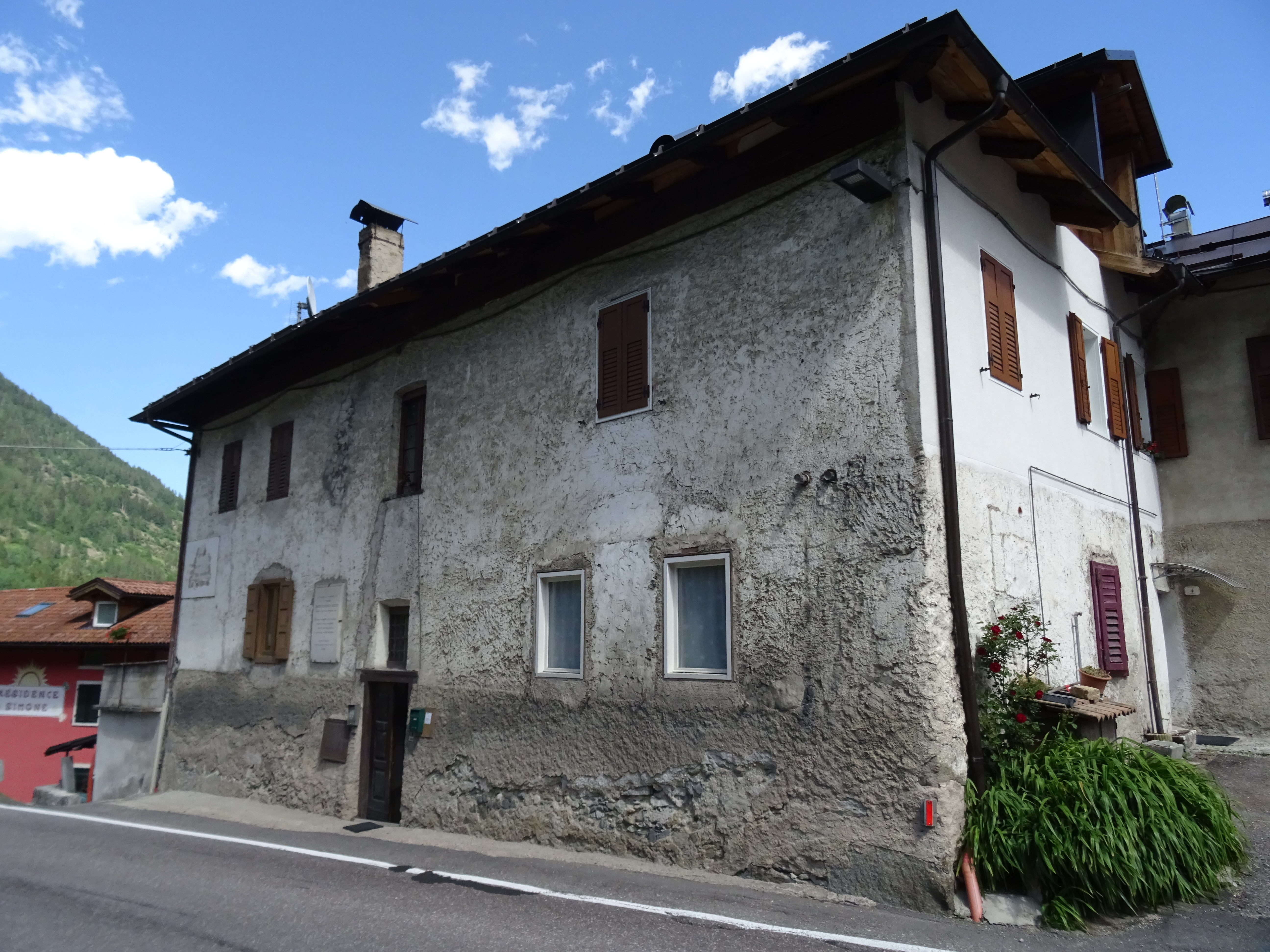
La casa natale di Bartolomeo Bezzi

- Casa del Dazio (XVII secolo), con meridiana[7] e stemma del principe vescovo di Trento e Bressanone Sigismondo Alfonso Thun.[5]

## Cultura

### Istruzione

#### Scuole
A Fucine ha sede l'Istituto Comprensivo Alta Val di Sole, una delle due scuole secondarie di primo grado presenti in Val di Sole.